# Lago Borgarino
Il Lago Borgarino è un lago del Piemonte situato nel territorio del comune di San Gillio, a sud ovest del concentrico.

## Caratteristiche
Lo specchio d'acqua si trova nella pianura antistante il Monte Musinè. È nato come lago artificiale e venne costruito nel 1844 allo scopo di raccogliere le acque piovane creando una riserva idrica per irrigare all'occorrenza i campi circostanti, e si è poi progressivamente naturalizzato. 

## Ambiente

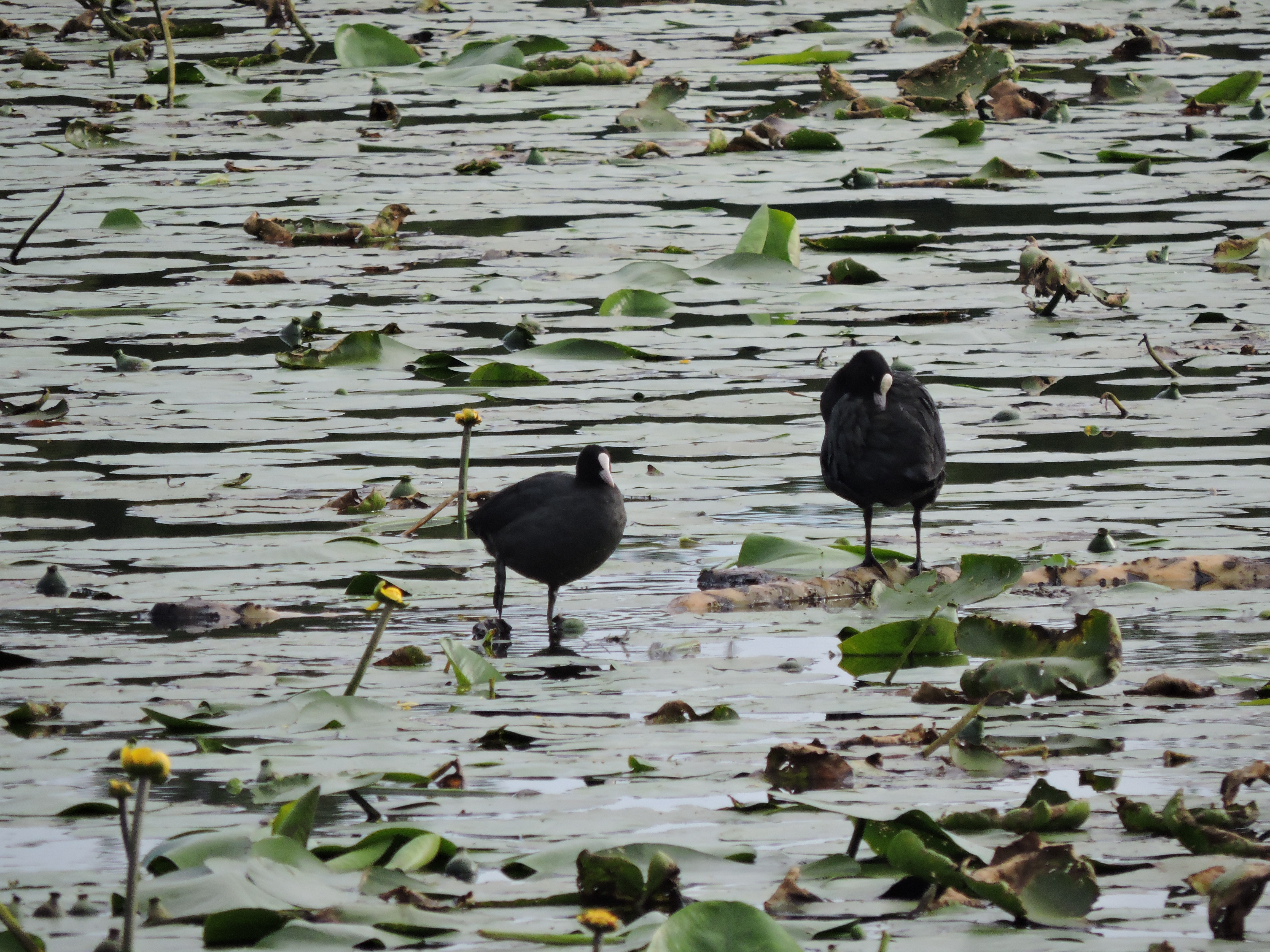
Due folaghe sul lago

Il lago ha una notevole importanza come sito di nidificazione e di rifugio per numerose specie di uccelli. La sua rilevanza naturalistica è aumentata dal fatto che lo specchio d'acqua ospita varie specie legate alle zone umide, tra le quali particolarmente rara è Marsilea quadrifolia, una pianta che vive all'interno della acque del laghetto. Anche per questo lo specchio d'acqua è stato incluso dalla Regione Piemonte nel sito di interesse comunitario denominato Monte Musiné e Laghi di Caselette. Si tratta di un'area disgiunta rispetto al resto della zona tutelata da un punto di vista naturalistico essendo distante alcuni km. Sul lago è stata censita negli anni la presenza di più di 150 specie di uccelli